# Urmas Kirs
Urmas Kirs (ur. 5 listopada 1966 w Viljandi) – estoński piłkarz grający na pozycji obrońcy. W swojej karierze rozegrał 80 mecze w reprezentacji Estonii i strzelił w nich 5 goli. Od 2008 roku jest trenerem klubu Rakvere JK Tarvas.

## Kariera klubowa
Karierę piłkarską Kirs rozpoczynał w klubie Viljandi JK Tulevik. W 1991 roku awansował do kadry pierwszej drużyny i wtedy też zadebiutował w niej w pierwszej lidze estońskiej. W 1992 roku przeszedł do Flory Tallinn. Grał w niej do 1999 roku. Wraz z Florą czterokrotnie zostawał mistrzem Estonii w sezonach 1993/1994, 1994/1995, 1997/1998 i 1998. Dwukrotnie zdobył Puchar Estonii (1995 i 1998) i jeden raz Superpuchar Estonii (1998).
W 1999 roku Kirs odszedł do fińskiego klubu FC KooTeePee. Występował w nim przez półtora roku. W 2001 roku wrócił do Estonii i przez pół sezonu grał w klubie FC Elva. Od połowy 2001 do końca 2002 roku występował w Viljandi Tulevik, w którym zakończył swoją karierę.
| Sezon   | Klub                | Kraj      | Rozgrywki     | Mecze | Bramki |
| ------- | ------------------- | --------- | ------------- | ----- | ------ |
| 1991/92 | Viljandi JK Tulevik | Estonia   | Meistriliiga  | ?     | ?      |
| 1992/93 | Tallinna FC Flora   | Estonia   | Meistriliiga  | 11    | 8      |
| 1993/94 | Tallinna FC Flora   | Estonia   | Meistriliiga  | 19    | 2      |
| 1994/95 | Tallinna FC Flora   | Estonia   | Meistriliiga  | 11    | 8      |
| 1995/96 | Tallinna FC Flora   | Estonia   | Meistriliiga  | 12    | 2      |
| 1996/97 | Tallinna FC Flora   | Estonia   | Meistriliiga  | 16    | 3      |
| 1997/98 | Tallinna FC Flora   | Estonia   | Meistriliiga  | 23    | 1      |
| 1998    | Tallinna FC Flora   | Estonia   | Meistriliiga  | 19    | 3      |
| 1999    | Tallinna FC Flora   | Estonia   | Meistriliiga  | 13    | 1      |
| 1999    | FC KooTeePee        | Finlandia | Veikkausliiga | 16    | 2      |
| 2000    | FC KooTeePee        | Finlandia | Veikkausliiga | 10    | 1      |
| 2001    | FC Elva             | Estonia   | Esiliiga      | ?     | ?      |
| 2001    | Viljandi JK Tulevik | Estonia   | Meistriliiga  | 1     | 0      |
| 2002    | Viljandi JK Tulevik | Estonia   | Meistriliiga  | 1     | 0      |

## Kariera reprezentacyjna
W reprezentacji Estonii Kirs zadebiutował 3 czerwca 1992 roku w zremisowanym 1:1 towarzyskim meczu ze Słowenią, rozegranym w Tallinnie. W swojej karierze grał między innymi w: eliminacjach do MŚ 1994, Euro 96, MŚ 1998 i Euro 2000. Od 1992 do 2000 roku rozegrał w kadrze narodowej 80 meczów i strzelił 5 goli.